# 平成GIダービー
平成GIダービー（へいせいジーワンダービー）は1993年と1994年の両年共に7月24日に開催されたFNSの日（1993年は平成教育テレビ）の中の一企画である。

## レース概要
レース実況は関西テレビアナウンサー(当時)の杉本清、解説に山田雅人、現場リポーターは松尾伴内。
レース予想や番組進行などは、フジテレビのスタジオにいる総合司会の北野武 (ビートたけし)と逸見政孝 (1993年の第1回)、第2回の1994年はたけしとコーナー司会のラサール石井。
- 第1回(1993年)
  - 群馬県の高崎競馬場で1400mの距離で開催された。優勝はゲンポイント、2着はミホノゴリボシだった。杉本が中継中、全員が3コーナーに行ったかと思ったら、まだ2コーナーの手前に到達できず、結局実況生活で初めてCMを入れることになった。また、CM中にチャック・ウィルソンが足をけいれんしてリタイアした。

- 第2回(1994年)
  - この年は「第2回平成GIダービー・北野大障害」と銘打って、様々な障害を越えて進む1000mのレースを実施。なお、前回の上位3頭にはハンデキャップが与えられた。出走取消は2名。そのうちデブノホマレは当時入院中であり、たけし曰く「尿酸値は歴代で2位（1位はお相撲さんで既に死去している）。血糖値は常人の10倍」との事。もう1人は唯一の牝馬として出走予定だったミキコビューティーで出走取消の理由は「『膝のお皿にひびが入っている』との病院からの診察結果が出て障害を越える時にその膝に着地負担等がかかる」との事柄が出た為であり大事を取っての出走取消となった。レースは第3障害の水濠障害（高さ・1.2m、幅・3m、深さ・30cm）手前で先頭にたったダイカツノブリンが最終障害の坂（高さ・2m10cm、角度30度）も楽々と越え、スタジオにいた各局女子アナの面々の驚嘆の声を浴びつつ、そのまま逃げ切って1着でゴール。奇しくもこの年の2着も、前年同様ミホノゴリボシ。ゴール前はダイカツノブリンとミホノゴリボシの一騎討ちとなりゴール板までもつれ込む大接戦となったが、たけしの判断でダイカツに軍配が上がった。

## 出走馬と結果
| 枠番 | 馬番 | 競走馬名           | 結果                                |
| ---- | ---- | ------------------ | ----------------------------------- |
| 1    | 1    | ツルピカテカリオー |                                     |
| 1    | 2    | ゲンポイント       | 第1回大会・王者                     |
| 2    | 3    | ヒュードロキャップ |                                     |
| 2    | 4    | キョウカイテイオー |                                     |
| 3    | 5    | ポテチンダイオウ   |                                     |
| 3    | 6    | ダイカツノブリン   | 第2回大会・王者                     |
| 4    | 7    | フーゾクテイオー   |                                     |
| 4    | 8    | マッスルシンザン   | 唯一の外国馬参加                    |
| 5    | 9    | デブノホマレ       | 第2回大会は出走取消                 |
| 5    | 10   | ミキコビューティー | 唯一の牝馬参加・第2回大会は出走取消 |
| 6    | 11   | ミタメエグチニー   |                                     |
| 6    | 12   | クロマンオー       |                                     |
| 7    | 13   | エダマメニエタオー |                                     |
| 7    | 14   | ミホノゴリボシ     | 第1回・第2回両大会共に2着           |
| 8    | 15   | ミスターシーゲー   |                                     |
| 8    | 16   | カツラノスクナヒコ |                                     |

## コース
- 第1回大会 高崎競馬場・ダート1400m
- 第2回大会 那須高原・地方競馬教養センター　特設障害コース・ダート1000m

## キャスト陣
- 実況：杉本清（関西テレビアナウンサー）
- 解説：山田雅人（芸能界屈指の競馬通）
- リポーター：松尾伴内（たけし軍団）

- 出走出演：井手らっきょ、ダンカン、つまみ枝豆、ラッシャー板前、グレート義太夫、柳ユーレイ、チャック・ウィルソン、B.I.G、アンバランス（黒川忠文・山本栄治） ほか

- 出走者紹介ナレーション：平野義和

- スタジオ進行・予想：北野武（ビートたけし）、逸見政孝（1993年）／ラサール石井（1994年）、ヒロミ（1994年）